# 典論
『典論』（てんろん）は、魏の文帝（曹丕）が著した文学論、文学書。全5巻、100篇。魏の明帝下（曹叡）の代に刊石されたが、裴松之の時代（南朝宋）はまだ存在していた。その後、『太平御覧』の引く『戴延之西征記』によると典論の石碑は六碑あったが、東晋末には4つ存在し2つが無くなっていた。唐代に石本はなくなり、宋代に写本も散逸した。現在見ることが出来るのは、『文選』に収められた「論文」篇だけだが、『全三國文』は『典略』等から典論を復元し、19篇(内、篇名があるのは13篇)を収めている。

## 逸話
崑崙山（こんろんざん）の峰は地の頭にあたる。ここは天帝の下界における都なので、弱水という深い川によって外界とさえぎられ、炎を噴き出す山に周りを囲まれている。山上に住む鳥獣や草木の類は、皆火炎の中で生まれ、成長して行く。そこでここには「火浣布」（かかんぷ。火で洗う布）という布地を産するが、それは山の草木の皮や繊維でか、あるいは、鳥獣の毛で作った物である。
漢の頃、西域からこの布地を献上して来たことがあるが、その後長いこと見られなかった。ところが、魏の初め頃になって、人々はそのような布が存在しないのではないかと疑問を持った。文帝（曹丕）は、だいたい火の性は容赦なく焼き尽くすものであって、生命の気を残す余地など無いはずであると考え、『典論』でこれがあり得ないことを論証し、もの知りの聞きかじりの智識を否定した。
さらに明帝（曹叡）が即位するに及び、三公に対して、「先帝（曹丕）が著わし給うた『典論』は不朽の格言である。これを碑に刻み、霊廟の外及び太学に建て、石経と共に永く世に示そうぞ」と詔を下した。ところがそこへ、西域の使者が火浣布で作った袈裟を献上して来たので、石碑に刻まれた『典論』のこの部分は削り取られることになり、天下のもの笑いとなったのであった。